# Лоран Фабиюс
Лоран Фабиюс (на френски: Laurent Fabius, роден на 20 август 1946 г., Париж) е френски политик, 159-и министър-председател на Франция (1984-1986), член на Френската социалистическа партия. Най-младият министър-председател на Петата република – 37-годишен.

## Биография
Произхожда от семейство на богати евреи-ешкенази, търговци на изкуство.

### Член на Националното събрание
След завършване на едно от най-престижните висши училища на Франция – Висшата административна школа, Фабиюс работи в Държавния съвет. През 1978 г. влиза в Националното събрание като член на Социалистическата партия (ФСП). По-късно влиза в близкия кръг на социалистическия лидер Франсоа Митеран.

### В правителството
Когато Митеран е избран за президент през 1981 г., Фабиюс става финансов министър, а след 2 г. – министър-председател.
Застъпва се за нов френски социализъм и открита пазарна икономика. Излиза в оставка след поражението на социалистите на парламентарните избори през 1986 г.
Избран е за първи секретар на ФСП на конгресите през 1988-1990 г. През 1988 г. на 41 г. става най-младият председател на Националното събрание.
През 1992 г. става първи секретар на ФСП, но си тръгва след тежкото поражение на парламентарните избори през 1993 г.
Лоран Фабиюс е символ на модерния френски социализъм, но неговото политическо име силно пострадва след скандал със заразени със СПИН. Въпреки че е оправдан в съда, общественото мнение смята, че е замесен в скандала и носи отговорност.
Отново става председател на Националното събрание през 1997 г., а през 2000-2002 г. е министър на икономиката в кабинета на Лионел Жоспен. След излизането на Жоспен от политиката Фабиюс безуспешно се опитва да стане секретар на ФСП. След като заявява, че е изменил на своите възгледи, отива в лявото крило на партията.
Фабиюс оглавява лагера на социалистите, които са против ратификацията на Европейската конституция, но на 1 декември 2004 г. ФСП се обявява за нея. Поради това Фабюс преминава в лагера на противниците на Конституцията и се счита за лидер на движението. Когато французите гласуват против Европейската конституция на референдума през 2005 г., му предлагат да остане в партията, но го лишават от длъжност в Националния изпълнителен комитет.
През 2007 г., заедно със Сеголен Роаял и Доминик Строс-Кан, Фабюс претендира за кандидат-президент от ФСП, но при изборите губи от тях.

## Политическа кариера

### Правителство
- министър-председател (1984-1986)
- министър на бюджета (1981-1983)
- министър на промишлеността и технологиите (1983-1984)
- министър на икономиката, финансите и промишлеността (2000-2002)
- министър на външните работи (2012-...)

### Европейски парламент
- член на Европейския парламент (1989-1992, оставка)

### Национално събрание
- председател (1988-1992 – оставка, 1997-2000 – министър)
- член (1978-1981 – министър, 1986-2000 – министър)

## Награди
- офицер на Националния орден на Квебек
- орден „Звездата на Румъния“

## Семейство и личен живот
Има 2 сина от бившата си съпруга – продуцентката Франсоаз Кастро.
Фабиюс, несъстоял се съперник на Никола Саркози на изборите през 2007 г., известно време е в близки отношения с модела Карла Бруни – сегашната съпруга на Саркози. 